# Diospilus curtus
Diospilus curtus är en stekelart som beskrevs av Chou och Hsu 1998. Diospilus curtus ingår i släktet Diospilus och familjen bracksteklar. Inga underarter finns listade i Catalogue of Life.